# 倦怠
| ウィキペディアには「倦怠」という見出しの百科事典記事はありません（タイトルに「倦怠」を含むページの一覧/「倦怠」で始まるページの一覧）。 代わりにウィクショナリーのページ「倦怠」が役に立つかもしれません。 |